# 纳瓦勒·萨达维
納瓦勒·薩達維（阿拉伯语：‎，1931年10月27日—2021年3月21日）是埃及女性主義作家、活動家、醫生和精神病專家。書寫主題多圍繞伊斯蘭婦女，特別關注女陰殘割一事。
她是阿拉伯婦女團結協會（Arab Women's Solidarity Association）的創辦人兼主席和阿拉伯人權協會的創辦人之一。她先後在三大洲被授予榮譽學位。 2004年，她贏得了歐洲理事會南北獎。2005年獲得比利時Inana國際獎。
《零点女人》（Woman at Point Zero）（1975）是其小說代表作。